# Léonard Dossou
 (septembre 2022).
Pour les articles homonymes, voir Léonard Dossou (homonymie).
Léonard Dossou est un économiste béninois et patron de presse.

## Biographie

### Carrière
Léonard Dossou est un économiste et patron d'un organe de presse. Il est cité parmi les 100 personnalités qui transforment l'Afrique.
Le quotidien l’Economiste du Bénin, seul média béninois en économie, dont il est le fondateur en 2012, est une référence dans plusieurs pays d'Afrique de l’Ouest tels le Bénin et le Togo ,,,,.
Léonard Dossou est coordinateur de la plateforme des medias de l’UEMOA,.